# Le Couronnement de la rosière
Le Couronnement de la rosière és una pel·lícula muda francesa de Georges Méliès, estrenada el 1896, produïda per Théâtre Robert-Houdin. Actualment, la pel·lícula es considera perduda.